# 京急リ70形貨車
京急リ70形貨車（けいきゅうリ70がたかしゃ）は、1973年(昭和48年)から1988年(昭和63年)まで京浜急行電鉄に在籍していた事業用車両。

## 概要

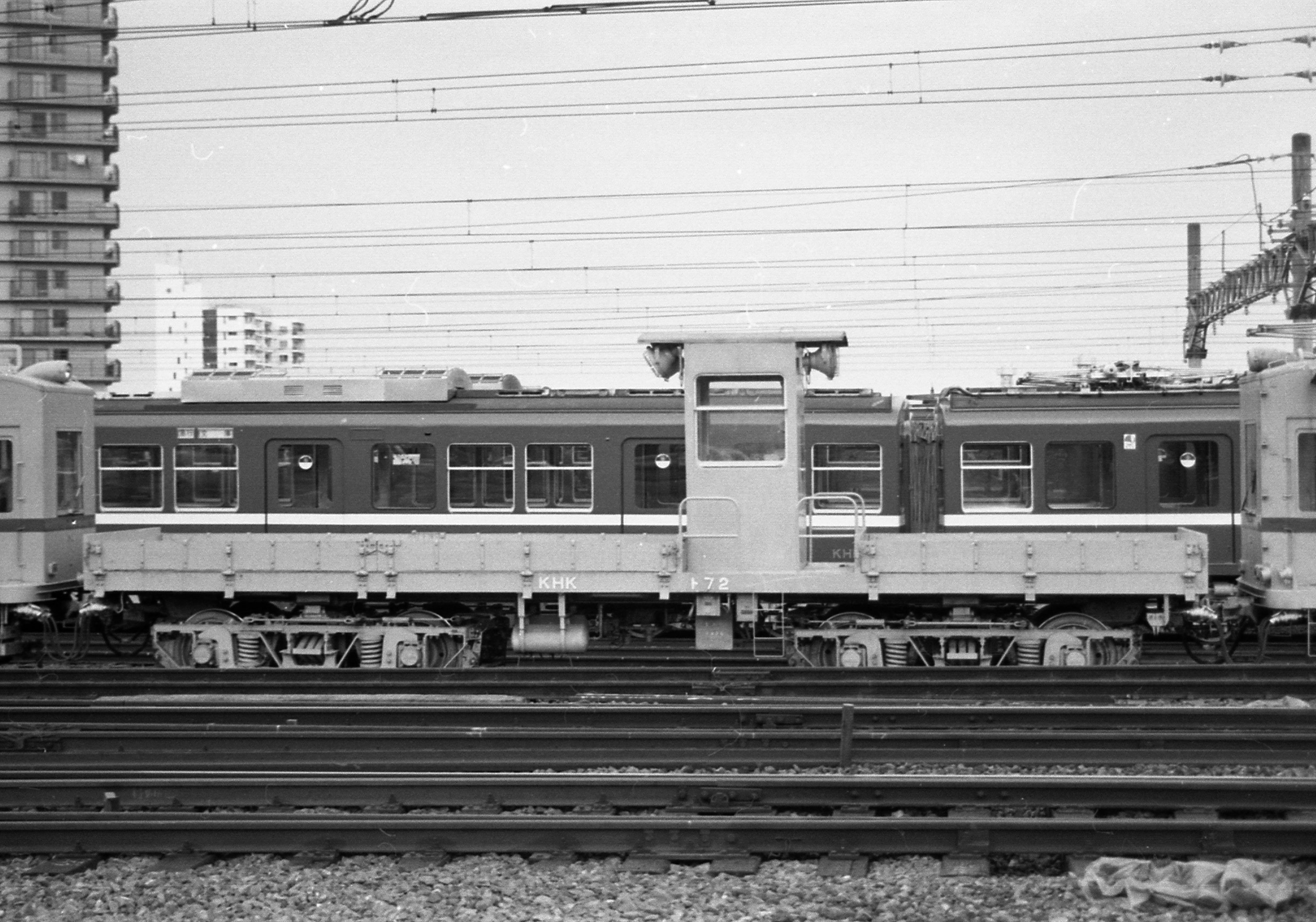
ト70形に改造後の姿。1988年3月撮影

残土運搬用に製造されたダンプ式無蓋車で、1973年にリ70形リ71・72の2両が東急車輛製造で製造された。車体中央に操作室と油圧機器が、その両側に可動式の荷台が設置され、車体は灰色に塗装された。台車は500形の更新で発生したMCB-R形を装着。

## 改造
- 1979年(昭和54年)に荷台が固定式に改造され、油圧機器を撤去、ト70形ト71・72に改番された。

## 運用

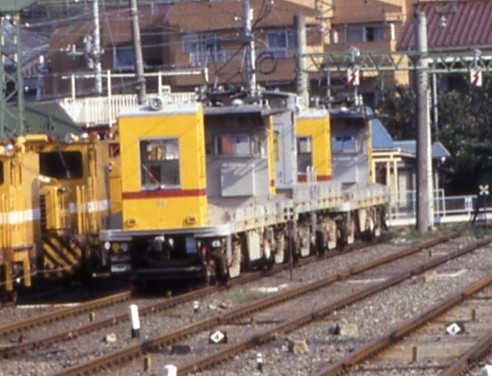
デト30形の間に挟まれているのが本形式。金沢文庫にて1988年8月撮影

デト30形に挟まれ、主に夜間の砕石輸送に使用された。1988年にデト11･12形と置き換えられ全車廃車された。